# Clerget
Clerget (Clerget, Blin et Cie) byla francouzská strojírenská firma, založená roku 1913 Pierre Clergetem (1875–1943) a Eugène Blinem, vyrábějící pístové spalovací motory. Známé jsou především její rotační letecké motory, které poháněly celou řadu bojových letounů Trojdohody (lze mj. uvést motory Clerget 7Z, Clerget 9Z, či Clerget 9B).
V roce 1947 se firma stala součástí společnosti SNECMA.